# Ращупкин, Александр Михайлович
Александр Михайлович Ращупкин (1906—1958) — пулемётчик 1160-го стрелкового полка 352-й Оршанской Краснознамённой стрелковой ордена Суворова дивизии, красноармеец, Герой Советского Союза.

## Биография
Родился 3 февраля 1906 года в городе Акмолинске в семье рабочего. Русский. Беспартийный. Образование начальное.
В 1930 году переехал в Алма-Ату. Работал на заводе.
В Красной Армии с 3 августа 1943 года, призван из Алма-Аты. Принимал участие в Великой Отечественной войне со 2 сентября 1943 года. Наводчик ручного пулемёта 1160-го стрелкового полка (352-я стрелковая дивизия, 31-я армия, 3-й Белорусский фронт).
Красноармеец Ращупкин 23—25 июня 1944 года во время боёв по прорыву сильно укреплённой обороны противника под городом Орша (Витебская область) огнём своего пулемёта уничтожил до 100 немецких солдат и офицеров, подавил несколько огневых точек противника, не раз способствуя успешным действиям роты. 1 июля 1944 года под сильным пулемётным огнём противника одним из первых переправился через реку Березина и первым ворвался в немецкую траншею, расстреляв немцев огнём своего пулемёта. 2 июля 1944 года во время боя за посёлок Смолевичи Минской области вёл огонь по амбразурам ДЗОТов, не давая противнику вести огонь по наступающей пехоте, первым бросился в траншею противника, увлекая за собой других бойцов, ворвавшись в траншею уничтожил огнём своего пулемёта до 50 солдат противника.
Звание Героя Советского Союза присвоено 24 марта 1945 года. Награждён орденом Ленина, медалями.
После войны демобилизован. Жил и работал в Алма-Ате.
Умер 10 мая 1958 года. Похоронен на Центральном кладбище Алматы.

## Память
Имя Героя Советского Союза А. М. Ращупкина увековечено на обелиске Славы в городе Кокшетау Республики Казахстан.